# Eucyclomela
Eucyclomela is een geslacht van kevers uit de familie bladkevers (Chrysomelidae).
De wetenschappelijke naam van het geslacht werd in 1934 gepubliceerd door Chen.

## Soorten
- Eucyclomela laysi (Medvedev, 2004)
- Eucyclomela philippina (Medvedev, 1993)